# The Record Station 5
The Record Station 5 es el título de un álbum compilado de varios artistas publicado en una edición especial con motivo de celebrarse para ese momento, los cinco años del sello discográfico "The Record Station".
Todos los cantantes que participan en dicho álbum son renombrados artistas suecos, entre los que los cuales se puede nombrar a: Eva Dahlgren, el dúo Ratata, Lorne de Wolfe, Mauro Scocco, Freda, Eva Hillered, Marie Bergman, Irma, Mats Ronander, Anders Glenmark, Tomas Ledin, David Shutrick y el más conocido a nivel internacional, Roxette.

## Formatos de publicación del álbum
El álbum fue publicado en los siguientes formatos:
- STAT 33 (LP en funda de cartón realizada en Suecia. Pistas 1-18).
- STATCD 33 (CD en jewelcase con folleto mate, primer prensado, picture-disc (disco de imágenes) realizado en Suecia: Las pistas 1-18).
- STATCD 33 (CD en jewelcase con folleto mate, segunda edición, realizada en Suecia: Las pistas 1-18).
- STATMC 33 (MC en jewelcase con folleto mate, realizado en Suecia: Las pistas 1-18).

## Créditos
- Pastel de la fotoportada de Pernilla Kamras/Atelje Tårtan..
- Fotos realizadas por Ewa-Marie Rundquist.
- Dirección de arte por Kent Nyberg y Helen Sköld @D2Design, Estocolmo, Suecia.
- Créditos de grabación de los temas información aún pendiente'.

### Observaciones y comentarios
- Marcus van Deursen: "Un LP recopilatorio de Suecia para celebrar el quinto aniversario de la discográfica "The Record Station". Entre otros destacados hay una colaboración con Roxette, Ratata y Dahlgren en la canción "I Want You", que fue publicado anteriormente en el single-tour del mismo título en 1987 para el Tour "Riket Runt Roca" de 1987.[1]

## Lista de canciones[2]
| N.º   | Título                                                           | Duración |  |
| 1.    | «Jag klär av mig naken (Eva Dahlgren)»                           | 4:30     |  |
| 2.    | «Så länge vi har varann (Ratata)»                                | 3:42     |  |
| 3.    | «I Want You [original version] (Eva Dahlgren, Ratata y Roxette)» | 4:53     |  |
| 4.    | «Mogi mobo (Lorne de Wolfe)»                                     | 5:35     |  |
| 5.    | «'Sarah (Mauro Scocco)»                                          | 5:11     |  |
| 6.    | «I en annan del av världen (Freda)»                              | 2:13     |  |
| 7.    | «Gör det igen (Eva Hillered)»                                    | 4:49     |  |
| 8.    | «Ända hit (Marie Bergman)»                                       | 4:27     |  |
| 9.    | «Ängeln i rummet (Eva Dahlgren)»                                 | 3:25     |  |
| 10.   | «Tillbaks till mig (Irma)»                                       | 4:11     |  |
| 11.   | «Rock 'N' Roll Biznis (Mats Ronander)»                           | 5:27     |  |
| 12.   | «Hor har blommor i sitt hår (Anders Glenmark)»                   | 2:33     |  |
| 13.   | «En samlingsmix (Tomas Ledin)»                                   | 4:30     |  |
| 14.   | «Allt man kan önska sig (Freda)»                                 | 3:42     |  |
| 15.   | «Sambos på försök (David Shutrick)»                              | 4:53     |  |
| 16.   | «En del av mitt hjärta (Tomas Ledin)»                            | 5:35     |  |
| 17.   | «Vem tänder stjärnorna (Eva Dahlgren)»                           | 5:11     |  |
| 18.   | «Mare mare (Anders Glenmark)»                                    | 2:13     |  |
| 53:10 |                                                                  |          |  |